# Katalin Karikó
Dans le nom hongrois Karikó Katalin, le nom de famille précède le prénom, mais cet article utilise l’ordre habituel en français Katalin Karikó, où le prénom précède le nom.
Katalin Karikó, née le 17 janvier 1955 à Szolnok (république populaire de Hongrie), est une biochimiste hongro-américaine spécialisée dans la technique ARN messager. Ses recherches portent sur le développement de l'ARN messager vitro-transcrit pour les thérapies protéiques (en). 
Ses recherches sur l'ARN messager, poursuivies depuis le début des années 1990, ont joué un rôle déterminant pour permettre l'utilisation de celui-ci dans la création de vaccins d'un nouveau type, approche qui se concrétise avec la recherche contre la pandémie de Covid-19, et notamment la création du vaccin Comirnaty de Pfizer-BioNTech. Elle a enseigné à l'université de Pennsylvanie. Elle devient ensuite vice-présidente senior chez BioNTech RNA Pharmaceuticals.
Elle est décorée du Breakthrough Prize in Life Sciences 2022 et reçoit le prix Nobel de physiologie ou médecine en 2023, conjointement avec Drew Weissman.

## Biographie

### Origines et études: de la Hongrie aux États-Unis
Katalin Karikó naît le 17 janvier 1955 à Szolnok en Hongrie. Elle grandit au sein d'une famille chrétienne peu aisée dans la ville de Kisújszállás, où son père est boucher et sa mère comptable. Elle se passionne pour les sciences et suit les cours au lycée Móricz Zsigmond Református. Après avoir obtenu son doctorat à l'université de Szeged, elle poursuit ses recherches et ses études postdoctorales au Centre de recherche biologique (CRB) de l'Académie hongroise des sciences (MTA Szegedi Biológiai Központ) situé à Szeged, toujours en Hongrie, à 23 ans. Mais ce centre est démuni et manque de moyens financiers. Aussi quitte-t-elle la Hongrie, en 1985, avec son mari et sa fille de deux ans. La famille cache toutes ses économies dans un ours en peluche et franchit le rideau de fer. Ayant gagné les États-Unis, elle est recrutée au département de biochimie de l'université Temple dans le domaine des sciences de la santé dirigé par Robert Suhadolnik. L'université Temple est située à Philadelphie en Pennsylvanie,. Les débuts y sont cependant difficiles : son mari, ingénieur lorsqu'il travaillait en Hongrie, assure désormais des tâches de ménage ou de gardiennage.

### Chercheuse marginalisée
Alors que Katalin Karikó y est boursière postdoctorale, elle participe à un essai clinique dans le cadre duquel des patients atteints du sida, de maladies hématologiques et de fatigue chronique sont traités à l'aide d'acide ribonucléique (ARN) double brin (ARNdb). À l'époque, cette recherche était considérée comme révolutionnaire car le mécanisme moléculaire de l'induction de l'interféron par l'ARNdb n'était pas connu, mais les effets antinéoplasiques de l'interféron étaient bien documentés.
Puis elle intègre un établissement universitaire et de recherche voisin, l’université de Pennsylvanie (UPenn). En 1990, devenue enseignante de cette université, elle soumet sa première demande de bourse dans laquelle elle propose d'établir une thérapie génique basée sur l'ARN messager (ARNm). L'UPenn mène des travaux de recherche sur l’utilisation de l’ADN pour transformer les cellules et s’attaquer à des maladies telles que la mucoviscidose ou le cancer. Katalin Karikó poursuit le même but. Mais elle préfère recourir à l’ARN. « Elle avait compris qu’en attaquant l’ADN, en modifiant le génome des cellules, on prenait le risque d’introduire des modifications génétiques délétères, qui peuvent se multiplier », se rappelle David Langer, alors jeune médecin qui travaillait avec elle, et devenu directeur du département de neurochirurgie de l’hôpital Lenox Hill à New York. « Or Kati n’est pas seulement un génie scientifique, c’est aussi une femme d’une droiture absolue. Et d’une grande franchise. Elle a donc fait savoir son opposition ». Elle n’arrive pas à convaincre de la pertinence de ses points de vue et beaucoup pensent alors qu'elle fait fausse route. En 1995, elle est écartée de la liste des titularisations, rétrogradée au rang de simple chercheuse. Cette placardisation l'empêche d'accéder au professorat.

### Reconnaissance progressive
Depuis lors, la thérapie par ARNm est le principal sujet de ses recherches, qui portent sur la thérapie génique basée sur l'ARN messager, les réactions immunitaires induites par l'ARN, les bases moléculaires de la tolérance ischémique et le traitement de l'ischémie cérébrale. Des premières recherches sur le vaccin à ARN sont menées depuis le début des années 1990, mais se heurtent à différents problèmes liés à la stabilité de l’ARN et à sa capacité intrinsèque à stimuler le système immunitaire, ce qui peut entraîner d’importantes réactions inflammatoires. En 2012, Katalin Karikó et Drew Weissman, immunologiste à l'université de Pennsylvanie, développent des solutions et technologies innovantes permettant le retrait de contaminants engendrés lors de la production d'ARN messager in vitro, ce qui permet de réduire la réponse immunitaire antivirale à l'ARNm, et déposent un brevet concernant l'utilisation de plusieurs nucléotides modifiés à cette fin. Ils fondent une entreprise. Peu après, l'université vend la licence de propriété intellectuelle à Gary Dahl, le directeur d'une société de fournitures de laboratoire qui deviendra Cellscript. Quelques semaines plus tard, Flagship Pioneering, la société de capital-risque qui soutient Moderna Therapeutics, la contacte pour négocier une licence sur le brevet. Tout ce que Karikó répond, c'est : « Nous ne l'avons pas ». Début 2013, Katalin Karikó entend parler de l'accord de 240 millions de dollars que Moderna Therapeutics a conclu avec AstraZeneca pour développer un ARNm codant le facteur de croissance de l’endothélium vasculaire (VEGF), une protéine. Elle réalise qu'elle n'aura pas l'occasion d'appliquer son expérience de l'ARNm à l'université de Pennsylvanie (qui les a dépossédés de leur brevet, elle et Drew Weissman), et devient vice-présidente senior chez BioNTech RNA Pharmaceuticals.
Le succès de ses recherches lui permet d'accéder à la notoriété. Elle est invitée à des colloques, tandis que des millions de dollars sont désormais investis sur l'ARN. Au départ, ses interlocuteurs sont cependant dubitatifs : « On me demandait pour quel homme je travaillais, comme si ce n'était pas possible que j'en sois arrivée là » commente-t-elle.
Les travaux et les recherches de Katalin Karikó contribuent à la création par BioNTech de cellules immunitaires qui produisent des antigènes vaccinaux. Ces recherches révèlent également que la réponse antivirale de l'ARNm donne à leurs vaccins contre le cancer un élan supplémentaire dans la défense contre les tumeurs. En 2020, cette technologie est utilisée dans un vaccin candidat contre la Covid-19, porté conjointement par Pfizer et BioNTech,. Elle est alors pressentie pour décrocher le prix Nobel, qu'elle obtient avec Drew Weissman en 2023.

### Famille
Katalin Karikó est la mère de Zsuzsanna Francia, rameuse double championne olympique d’aviron en huit,.

## Distinctions
- 2021 :
  - Prix Princesse des Asturies pour la recherche scientifique et technique
  - Breakthrough Prize in Life Sciences[13]
  - Prix Albert-Lasker pour la recherche médicale clinique[14]
  - Grande médaille de l'Académie des sciences[15]
  - Le 29 novembre 2021, l'astéroïde (166028) Karikókatalin est nommé en son honneur[16] (voir aussi (511955) 2015 KC2, nommé Katalinkarikó le 11 avril 2022[17], avant que le nom soit retiré le 2 mai suivant[16], vraisemblablement car (166028) Karikókatalin avait déjà été nommé en son honneur avant)
- 2022 :
  - 24e prix L'Oréal-UNESCO pour les femmes et la science[18]
  - Prix Solvay pour la science du futur[19]
  - Docteure honoris causa de l'Université libre de Bruxelles[20]
  - Prix Pearl Meister Greengard[21]
  - Docteure honoris causa de l'Université de Genève[22]
- 2023 :
  - prix Nobel de physiologie ou médecine[23]

#### Bases de données et dictionnaires
- (en) Site officiel
- Ressources relatives à la recherche :   - Dimensions
  - Google Scholar
  - ORCID
  - Scopus
- Notices dans des dictionnaires ou encyclopédies généralistes :   - Britannica
  - Den Store Danske Encyklopædi
  - Nationalencyklopedin
  - Munzinger
- Notices d'autorité :   - VIAF
  - BnF (données)
  - IdRef
  - LCCN
  - GND
  - Japon
  - CiNii
  - Pologne
  - Norvège
  - WorldCat